# 캄차카 해류

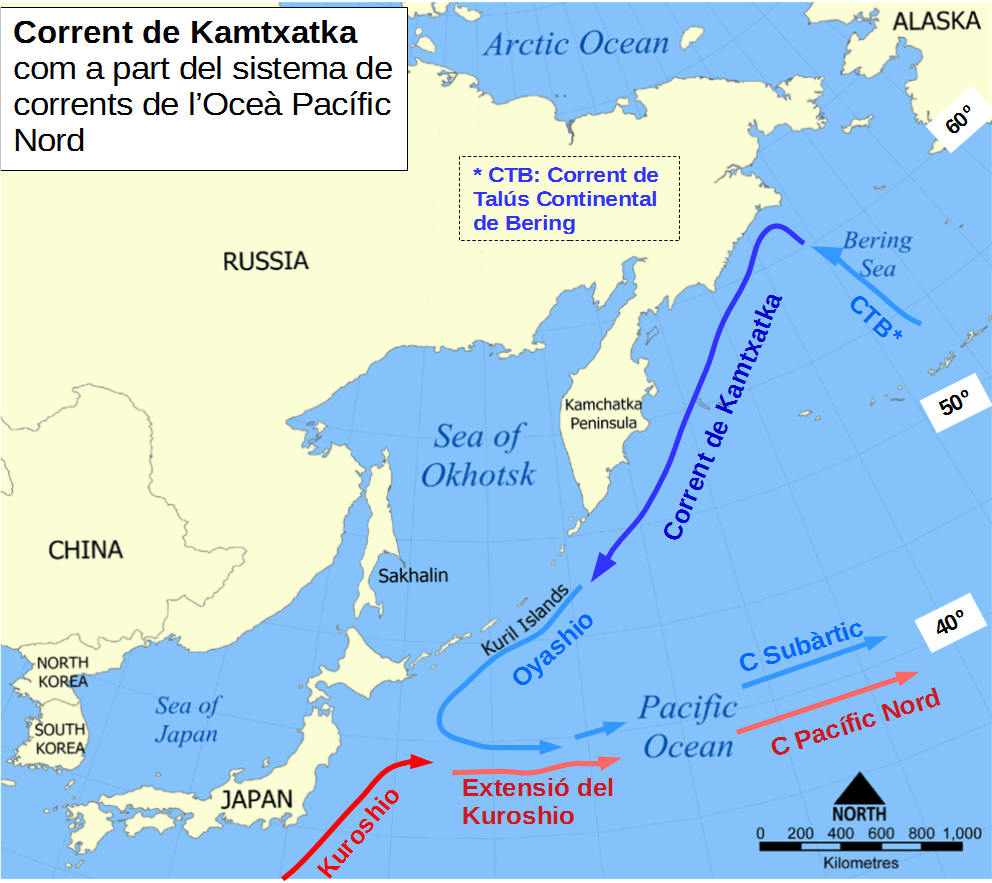

캄차카 해류는 한류로 베링해협에서 시베리아 의 태평양 연안을 따라서 남서방향으로 흐른다. 이 해류의 부분은 그 후 오야시오 해류가 되는 한편 나머지는 북태평양 해류가 된다.